# Massimo Silva
Massimo Silva (Pinarolo Po, 24 agosto 1951) è un allenatore di calcio ed ex calciatore italiano, di ruolo attaccante.

## Carriera

### Giocatore
Cresciuto nelle giovanili dell'Inter, senza approdare in prima squadra, nel 1972 viene ceduto alla Lazio, insieme a Mario Frustalupi e un conguaglio di 300 milioni di lire nell'operazione che porta in maglia nerazzurra Giuseppe Massa. Nel novembre dello stesso anno si trasferisce all'Ascoli che sta disputando il primo campionato di Serie B della sua storia. Nelle Marche Silva è titolare e nella stagione 1973-1974 con 10 reti all'attivo contribuisce alla prima storica promozione dei bianconeri in Serie A. Disputa con l'Ascoli anche i due successivi campionati di Serie A, in entrambi i casi risultando con 5 reti all'attivo il capocannoniere della squadra (nella seconda occasione in coabitazione con Flaviano Zandoli), realizzando fra l'altro tre reti all'Inter, contribuendo alla salvezza nella stagione 1974-1975, ma non riuscendo a evitare la retrocessione in quella successiva.
Nell'estate 1976 viene acquistato dal Milan, totalizzando 20 presenze e 4 reti in campionato, in una stagione negativa per i rossoneri che rischiano la retrocessione. Realizza la rete con cui il Milan pareggia nel finale il Derby della Madonnina del 28 novembre 1976 e apre le marcature nella vittoria interna sul Catanzaro della penultima giornata, decisiva per la salvezza. Con 6 presenze e 1 rete all'attivo contribuisce al successo finale in Coppa Italia 1976-1977, pur senza disputare la finale.

Silva in azione al Monza alla fine degli anni 1970

A fine stagione scende in serie B per indossare la maglia del Monza. Silva risulterà fra i maggiori protagonisti di due fra le migliori stagioni disputate dai brianzoli, realizzando 15 reti in ognuna delle due annate, e giungendo a sfiorare la promozione al termine della stagione 1978-1979, quando il Monza venne sconfitto allo spareggio dal Pescara. In quell'anno , tuttavia, sbagliò il rigore decisivo in una partita contro il Lecce (già salvo), che avrebbe ristabilito la parità e sancito la matematica promozione in serie A per il Monza.
Questo fatto, assieme al suo successivo trasferimento al Pescara (che aveva appena battuto i brianzoli nello spareggio per la massima serie), contribuì all'odio provato verso di lui da parte della tifoseria monzese.
Nel 1979 passa al Pescara ma nel campionato di Serie A 1979-1980 realizza due sole reti in 25 incontri e gli abruzzesi chiudono la stagione all'ultimo posto con retrocessione. Nella stagione successiva va a segno in 14 occasioni, tuttavia non sufficienti a portare i biancoazzurri alla promozione. Dopo un'altra annata a Pescara, nel 1982 passa alla Sambenedettese, con cui disputa l'ultimo campionato cadetto della sua carriera di calciatore.
Prosegue la carriera in Serie C1 disputando una stagione col Messina e due col Monopoli, prima di chiudere l'attività agonistica.
In carriera ha collezionato complessivamente 95 presenze e 16 reti in Serie A e 213 presenze e 59 reti in Serie B.

### Allenatore
Terminata la carriera da calciatore, conseguì il patentino di prima categoria da allenatore a Coverciano; cominciò praticamente con squadre "rionali" (Comunanza, Martinsicuro, Grottazzolina), poi Maurizio Mosca, presidente negli anni 1990 della Maceratese, lo assunse portando la squadra dall'Eccellenza alla Serie C2.
Viene chiamato alla guida della Ternana per terminare il campionato 1994-1995 di Serie D, in sostituzione di Leonardo Acori. La mancata promozione in Serie C2 è mitigata dalla notizia del ripescaggio, e Massimo Silva viene confermato. Al via della stagione 1995-1996 in Serie C2, la Ternana raggiunge le zone alte della classifica, poi alcune incomprensioni tra la società e il mister comportano l'esonero alla vigilia della sfida in trasferta contro il Livorno (poi vinto dalla Ternana per 3-2 con Luciano Spinosi in panchina).
Nella stagione 2000-2001 ha portato alla vittoria del girone C della Serie C2 il Taranto; l'anno seguente è approdato al Sant'Anastasia.
Dopo alcuni anni nelle serie minori, nella stagione 2004-2005 in Serie B arriva sulla panchina dell'Ascoli del presidente Roberto Benigni. In quella stagione, in collaborazione con Marco Giampaolo (tecnico emergente non in possesso del patentino di prima categoria) conduce l'Ascoli prima ai play-off e poi, grazie anche a cattive gestioni societarie di alcune squadre (Torino, Perugia e Genoa) con una migliore classifica ma costrette alla retrocessione per fallimento o illecito sportivo, al ripescaggio in Serie A.
Nella stagione 2005-2006, l'Ascoli guadagna sul campo la salvezza con due giornate di anticipo chiudendo il campionato a quota 43 punti.
Nella stagione 2007-2008 subentra a Franco Giugno (esonerato dopo otto giornate) come allenatore del Brindisi in Serie D, dove otterrà, nella stagione 2008-2009, la promozione in Lega Pro Seconda Divisione e, nel 2009-2010, la qualificazione ai play-off per la promozione in Lega Pro Prima Divisione, classificandosi quarto nella stagione regolare e venendo eliminato nella semifinale play-off dalla Cisco Roma dopo un doppio 0-0 (0-0 al "Franco Fanuzzi" e 0-0 al "Flaminio").
Dal 6 dicembre 2010, quando è subentrato ad Antonio Toma, al 26 gennaio 2011, ha allenato, per poco più di un mese, in Serie D il Virtus Casarano, venendo esonerato dopo la sconfitta per 3-1 contro il Gaeta; il 2 novembre 2011 viene chiamato a sostituire l'esonerato Fabrizio Castori sulla panchina dell'Ascoli, in Serie B, ultimo in classifica con −1 in classifica per i punti di penalizzazione. Ottiene una sconfitta in casa all'esordio col Cittadella, seguita da tre vittorie consecutive, per poi ottenere l'abbandono dell'ultimo posto con la vittoria per 2-1 contro il Gubbio. Riesce a salvare la squadra, partita con 7 punti di penalizzazione, all'ultima giornata.
Confermato sulla panchina dell'Ascoli per la stagione seguente, iniziata con una sconfitta per 2-0 a Varese, viene poi esonerato il 20 marzo 2013 dopo la pesante sconfitta in casa per 0-3 contro la Reggina, con la squadra in zona play-out. Il 14 aprile, dopo la negativa esperienza del suo successore Rosario Pergolizzi, viene richiamato alla guida dell'Ascoli terminando la stagione con la retrocessione in Lega Pro.
Il 25 agosto 2014 diventa il nuovo allenatore del Grosseto. Il 4 novembre successivo, all'indomani della sconfitta contro la Lucchese, viene esonerato dalla società toscana. Gli subentra Pasquale Padalino. Il 15 marzo 2015 torna sulla panchina della squadra maremmana dove resta fino a fine stagione.
Dal 1º febbraio 2017 è il nuovo allenatore del Campobasso in Serie D in sostituzione del dimissionario Raffaele Novelli. Dopo aver salvato la compagine molisana con un 13º posto finale, a fine campionato lascia la squadra.
Nella stagione 2018-2019 allena l'Isernia, formazione molisana neopromossa in Serie D ma a fine campionato la squadra retrocede in Eccellenza.
Rimane svincolato fino al 28 gennaio 2020, quando è chiamato a sostituire Marco Amelia sulla panchina del club abruzzese della Pro Vasto in Serie D. Non viene confermato per la stagione 2020- 21, però viene richiamato per la seconda volta sulla panchina biancorossa il 6 settembre al posto di Agovino. Esperienza che si conclude con l'esonero a stagione in corso a dicembre 2020.
Nel luglio 2022 viene ufficializzato il suo ritorno sulla panchina del Grosseto, appena retrocesso in Serie D. Il 15 settembre seguente però, dopo non aver raccolto nemmeno un punto nelle prime due gare di campionato, la società maremmana decide di sollevarlo dall'incarico.
Il 27 gennaio 2024 viene ufficializzato come nuovo allenatore della formazione primavera della Fermana.
Il 22 gennaio 2025 rileva la panchina del Notaresco, ultimo in classifica nel girone F di Serie D. Conduce la squadra teramana ad una miracolosa salvezza vincendo la Finale playout contro la Civitanovese. A fine stagione lascia i rossoblù.

## Statistiche

### Statistiche da allenatore
Statistiche aggiornate al 23 dicembre 2020.  In grassetto le competizioni vinte.
| Stagione          | Squadra           | Campionato        | Campionato | Campionato | Campionato | Campionato | Coppe nazionali | Coppe nazionali | Coppe nazionali | Coppe nazionali | Coppe nazionali | Coppe continentali | Coppe continentali | Coppe continentali | Coppe continentali | Coppe continentali | Altre coppe | Altre coppe | Altre coppe | Altre coppe | Altre coppe | Totale | Totale | Totale | Totale | % Vittorie | Piazzamento                            |
| Stagione          | Squadra           | Comp              | G          | V          | N          | P          | Comp            | G               | V               | N               | P               | Comp               | G                  | V                  | N                  | P                  | Comp        | G           | V           | N           | P           | G      | V      | N      | P      | %          | Piazzamento                            |
| ----------------- | ----------------- | ----------------- | ---------- | ---------- | ---------- | ---------- | --------------- | --------------- | --------------- | --------------- | --------------- | ------------------ | ------------------ | ------------------ | ------------------ | ------------------ | ----------- | ----------- | ----------- | ----------- | ----------- | ------ | ------ | ------ | ------ | ---------- | -------------------------------------- |
| 1991-1992         | Maceratese        | Ecc.              | 34         | 17         | 15         | 2          | -               | -               | -               | -               | -               | -                  | -                  | -                  | -                  | -                  | -           | -           | -           | -           | -           | 34     | 17     | 15     | 2      | 50,00      | 1º (prom.)                             |
| 1992-1993         | Maceratese        | CND               | 34         | 18         | 14         | 2          | -               | -               | -               | -               | -               | -                  | -                  | -                  | -                  | -                  | PS          | 2           | 0           | 0           | 2           | 36     | 18     | 14     | 4      | 50,00      | 1º (prom.)                             |
| 1993-1994         | Maceratese        | C2                | 19         | 3          | 12         | 4          | CI-C            | 4               | 1               | 1               | 2               | -                  | -                  | -                  | -                  | -                  | -           | -           | -           | -           | -           | 23     | 4      | 13     | 6      | 17,39      | esonerato                              |
| Totale Maceratese | Totale Maceratese | Totale Maceratese | 87         | 38         | 41         | 8          |                 | 4               | 1               | 1               | 2               |                    | -                  | -                  | -                  | -                  |             | 2           | 0           | 0           | 2           | 93     | 39     | 42     | 12     | 41,94      |                                        |
| 1994-1995         | Ternana           | CND               | 17         | 9          | 7          | 1          | CI-Dil          | -               | -               | -               | -               | -                  | -                  | -                  | -                  | -                  | -           | -           | -           | -           | -           | 17     | 9      | 7      | 1      | 52,94      | subentrato, 2º (prom.)                 |
| 1995-1996         | Ternana           | C2                | 21         | 10         | 8          | 3          | CI-C            | 2               | 0               | 1               | 1               | -                  | -                  | -                  | -                  | -                  | -           | -           | -           | -           | -           | 23     | 10     | 9      | 4      | 43,48      | esonerato                              |
| Totale Ternana    | Totale Ternana    | Totale Ternana    | 38         | 19         | 15         | 4          |                 | 2               | 0               | 1               | 1               |                    | -                  | -                  | -                  | -                  |             | -           | -           | -           | -           | 40     | 19     | 16     | 5      | 47,50      |                                        |
| 1996-1997         | Benevento         | C2                | 34+3       | 14+1       | 14+1       | 6+1        | CI-C            | 8               | 3               | 3               | 2               | -                  | -                  | -                  | -                  | -                  | -           | -           | -           | -           | -           | 45     | 18     | 18     | 9      | 40,00      | 2º                                     |
| 1997-1998         | Benevento         | C2                | 18         | 7          | 4          | 7          | CI-C            | 8               | 4               | 0               | 4               | -                  | -                  | -                  | -                  | -                  | -           | -           | -           | -           | -           | 26     | 11     | 4      | 11     | 42,31      | esonerato                              |
| Totale Benevento  | Totale Benevento  | Totale Benevento  | 55         | 22         | 19         | 14         |                 | 16              | 7               | 3               | 6               |                    | -                  | -                  | -                  | -                  |             | -           | -           | -           | -           | 71     | 29     | 22     | 20     | 40,85      |                                        |
| 1998-1999         | Sambenedettese    | CND               | 34         | 12         | 15         | 7          | CI-Dil          | 4               | 2               | 1               | 1               | -                  | -                  | -                  | -                  | -                  | -           | -           | -           | -           | -           | 38     | 14     | 16     | 8      | 36,84      | 4º                                     |
| 2000-2001         | Taranto           | C2                | 16         | 10         | 4          | 2          | CI-C            | -               | -               | -               | -               | -                  | -                  | -                  | -                  | -                  | -           | -           | -           | -           | -           | 16     | 10     | 4      | 2      | 62,50      | subentrato, 1º (prom.)                 |
| 2001-2002         | Sant'Anastasia    | C2                | 34         | 10         | 15         | 9          | CI-C            | 4               | 0               | 0               | 4               | -                  | -                  | -                  | -                  | -                  | -           | -           | -           | -           | -           | 38     | 10     | 15     | 13     | 26,32      | 7º                                     |
| 2002-2003         | Frosinone         | C2                | 18         | 8          | 5          | 5          | CI-C            | -               | -               | -               | -               | -                  | -                  | -                  | -                  | -                  | -           | -           | -           | -           | -           | 18     | 8      | 5      | 5      | 44,44      | subentrato, esonerato                  |
| 2003-2004         | Cavese            | C2                | 5          | 1          | 0          | 4          | CI-C            | 4               | 1               | 2               | 1               | -                  | -                  | -                  | -                  | -                  | -           | -           | -           | -           | -           | 9      | 2      | 2      | 5      | 22,22      | esonerato                              |
| 2004-2005         | Ascoli            | B                 | 42+2       | 17         | 11         | 14+2       | CI              | 3               | 1               | 1               | 1               | -                  | -                  | -                  | -                  | -                  | -           | -           | -           | -           | -           | 47     | 18     | 12     | 17     | 38,30      | 6º (prom.)                             |
| 2005-2006         | Ascoli            | A                 | 38         | 9          | 16         | 13         | CI              | 1               | 0               | 0               | 1               | -                  | -                  | -                  | -                  | -                  | -           | -           | -           | -           | -           | 39     | 9      | 16     | 14     | 23,08      | 10º                                    |
| 2007-2008         | Brindisi          | D                 | 26         | 10         | 9          | 7          | CI-D            | -               | -               | -               | -               | -                  | -                  | -                  | -                  | -                  | -           | -           | -           | -           | -           | 26     | 10     | 9      | 7      | 38,46      | subentrato, 6º                         |
| 2008-2009         | Brindisi          | D                 | 34         | 21         | 7          | 6          | CI-D            | 4               | 1               | 1               | 2               | -                  | -                  | -                  | -                  | -                  | PS          | 2           | 1           | 1           | 0           | 40     | 23     | 9      | 8      | 57,50      | 1º (prom.)                             |
| 2009-2010         | Brindisi          | 2D                | 34+2       | 16         | 9+2        | 9          | CI-LP           | 4               | 1               | 1               | 2               | -                  | -                  | -                  | -                  | -                  | -           | -           | -           | -           | -           | 40     | 17     | 12     | 11     | 42,50      | 4º                                     |
| Totale Brindisi   | Totale Brindisi   | Totale Brindisi   | 96         | 47         | 27         | 22         |                 | 8               | 2               | 2               | 4               |                    | -                  | -                  | -                  | -                  |             | 2           | 1           | 1           | 0           | 106    | 50     | 30     | 26     | 47,17      |                                        |
| 2010-2011         | Casarano          | D                 | 7          | 4          | 1          | 2          | CI-D            | -               | -               | -               | -               | -                  | -                  | -                  | -                  | -                  | -           | -           | -           | -           | -           | 7      | 4      | 1      | 2      | 57,14      | subentrato, esonerato                  |
| 2011-2012         | Ascoli            | B                 | 29         | 13         | 8          | 8          | CI              | -               | -               | -               | -               | -                  | -                  | -                  | -                  | -                  | -           | -           | -           | -           | -           | 29     | 13     | 8      | 8      | 44,83      | subentrato, 15º                        |
| 2012-2013         | Ascoli            | B                 | 36         | 10         | 9          | 17         | CI              | 2               | 1               | 0               | 1               | -                  | -                  | -                  | -                  | -                  | -           | -           | -           | -           | -           | 38     | 11     | 9      | 18     | 28,95      | esonerato, subentrato, 20º (retr.)     |
| Totale Ascoli     | Totale Ascoli     | Totale Ascoli     | 147        | 49         | 44         | 54         |                 | 6               | 2               | 1               | 3               |                    | -                  | -                  | -                  | -                  |             | -           | -           | -           | -           | 153    | 51     | 45     | 57     | 33,33      |                                        |
| 2014-2015         | Grosseto          | LP                | 20         | 6          | 9          | 5          | CI-LP           | -               | -               | -               | -               | -                  | -                  | -                  | -                  | -                  | -           | -           | -           | -           | -           | 20     | 6      | 9      | 5      | 30,00      | subentrato, esonerato, subentrato, 11º |
| 2016-2017         | Campobasso        | D                 | 13         | 5          | 4          | 4          | CI-D            | -               | -               | -               | -               | -                  | -                  | -                  | -                  | -                  | -           | -           | -           | -           | -           | 13     | 5      | 4      | 4      | 38,46      | subentrato, 13º                        |
| 2018-2019         | Isernia           | D                 | 38         | 8          | 11         | 19         | CI-D            | 2               | 1               | 0               | 1               | -                  | -                  | -                  | -                  | -                  | -           | -           | -           | -           | -           | 40     | 9      | 11     | 20     | 22,50      | 19º (retr.)                            |
| 2019-2020         | Pro Vasto         | D                 | 5          | 4          | 0          | 1          | CI-D            | -               | -               | -               | -               | -                  | -                  | -                  | -                  | -                  | -           | -           | -           | -           | -           | 5      | 4      | 0      | 1      | 80,00      | subentrato, 6º                         |
| 2020-2021         | Pro Vasto         | D                 | 8          | 2          | 3          | 3          | -               | -               | -               | -               | -               | -                  | -                  | -                  | -                  | -                  | -           | -           | -           | -           | -           | 8      | 2      | 3      | 3      | 25,00      | subentrato, esonerato                  |
| Totale Vastese    | Totale Vastese    | Totale Vastese    | 13         | 6          | 3          | 4          |                 | -               | -               | -               | -               |                    | -                  | -                  | -                  | -                  |             | -           | -           | -           | -           | 13     | 6      | 3      | 4      | 46,15      |                                        |
| Totale carriera   | Totale carriera   | Totale carriera   | 621        | 245        | 213        | 173        |                 | 50              | 16              | 11              | 23              |                    | -                  | -                  | -                  | -                  |             | 4           | 1           | 1           | 2           | 675    | 262    | 225    | 198    | 38,81      |                                        |

## Palmarès

### Giocatore

#### Competizioni nazionali
- Coppa Italia: 1

Milan: 1976-1977

### Allenatore

#### Competizioni nazionali
- Campionato Nazionale Dilettanti: 1

Maceratese: 1992-1993 (girone E)
- Campionato italiano Serie C2: 1

Taranto: 2000-2001 (girone C)
- Campionato italiano Serie D: 1

Brindisi: 2008-2009 (girone H)

#### Competizioni regionali
- Eccellenza: 1

Maceratese: 1991-1992 (girone marchigiano)